# 加尔贡
加尔贡（法語：Galgon，法語發音：[ɡalɡɔ̃]）是法国吉伦特省的一个市镇，属于利布尔讷区。

## 地理
加尔贡（44°59'28"N, 0°16'21"W）面积15.18 平方千米，位于法国新阿基坦大区吉倫特省，该省份为法国西南部沿海省份，是法國本土面积最大的省，北起滨海夏朗德省，西临大西洋，南至朗德省，东南接洛特-加龍省，东临多爾多涅省。
与加尔贡接壤的市镇（或旧市镇、城区）包括：莱比约、佩里萨克、萨扬、圣西耶达布扎克、圣马丹迪布瓦、伊勒河畔萨维尼亚克、韦拉克、维勒古日。

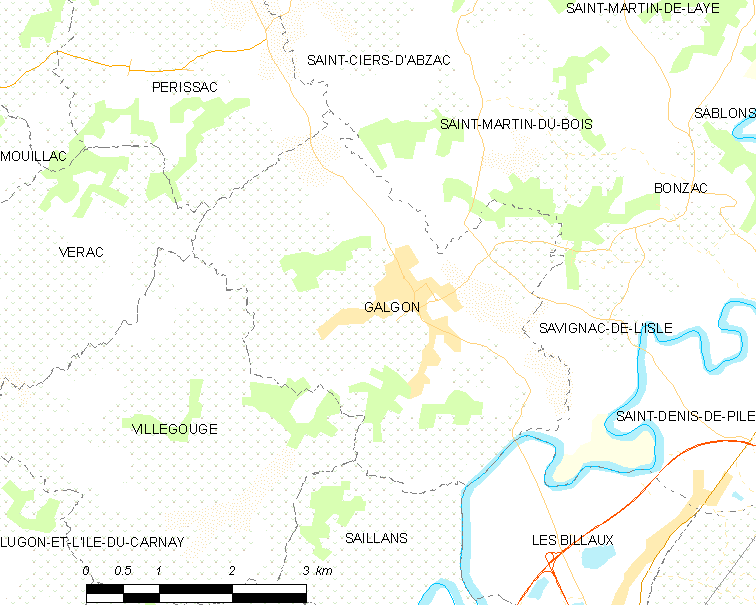
加尔贡的OSM定位图

加尔贡的时区为UTC+01:00、UTC+02:00（夏令时）。

## 行政
加尔贡的邮政编码为33133，INSEE市镇编码为33179。

## 政治
加尔贡所属的省级选区为勒利布尔奈-弗龙萨代县。

## 人口

1962-2008年间加尔贡人口变化图示

加尔贡于2022年1月1日时的人口数量为3109人。